# Cherson (thema)
Thema Cherson (tiếng Hy Lạp: θέμα Χερσῶνος, thema Chersōnos), ban đầu và chính thức gọi là Klimata (tiếng Hy Lạp: τὰ Κλίματα), là một thema của Đế quốc Byzantine (tỉnh quân sự-dân sự) nằm tại miền nam Krym, trụ sở tại Cherson.
Thema được chính thức thành lập vào đầu thập niên 830 và là một trung tâm thương mại quan trọng của Biển Đen. Bất chấp sự tàn phá của thành phố Cherson vào thập niên năm 980, thema này đã phục hồi và thịnh vượng, tồn tại cho đến khi nó trở thành một phần của Đế quốc Trebizond sau khi Đế quốc Byzantine tan rã vào năm 1204.

## Lịch sử
Khu vực này nằm dưới quyền kiểm soát của Đế quốc La Mã và sau đó là Byzantine cho đến đầu thế kỷ thứ 8, nhưng sau đó được chuyển sang dưới quyền kiểm soát của người Khazar. Quyền lực của Byzantine được tái lập bởi Hoàng đế Theophilos (trị vì 829–842), ông thể hiện sự quan tâm đến vùng duyên hải phía bắc của Biển Đen và đặc biệt là mối quan hệ của ông với người Khazar. Ngày hàn lâm truyền thống thành lập Cherson với vị thế trụ sở của một thema là khoảng 833/4, nhưng các nhà nghiên cứu gần đây đã liên kết nó với phái đoàn của Byzantine đến xây dựng thủ đô mới của người Khazar tại Sarkel vào năm 839, và xác định Petronas Kamateros, kiến trúc sư của Sarkel, là thống đốc đầu tiên của thema (strategos) vào năm 840/1. Tỉnh mới này ban đầu được gọi là ta Klimata, "các vùng/khu", nhưng do sự nổi bật của thủ phủ Cherson, đến khoảng 860 nó thậm chí còn được ghi trong các tài liệu chính thức bằng tên gọi "thema Cherson".
Tỉnh đóng một vai trò quan trọng trong quan hệ của Byzantine với người Khazar, và sau khi Hãn quốc Khazar sụp đổ thì là với người Pecheneg và Rus'. Đây là một trung tâm của ngoại giao Byzantine hơn là hoạt động quân sự, vì cơ sở quân sự trong thema này dường như còn nhỏ và chủ yếu bao gồm một lực lượng dân quân được gây dựng tại địa phương. Điểm yếu của nó được nhấn mạnh theo quy định trong các hiệp ước Byzantine với Rus' năm 945 và 971, khi người Rus' cam kết bảo vệ thema trước người người Bulgar Volga.
Cherson rất thịnh vượng trong thế kỷ 9–11 với tư cách là trung tâm thương mại Biển Đen, bất chấp việc thành phố bị Vladimir của Kiev phá hủy vào năm 988/9 do tranh chấp về con gái của Hoàng đế Romanos II là Anna. Thành phố phục hồi nhanh chóng: các công sự của thành phố được khôi phục và mở rộng đến bến cảng vào đầu thế kỷ 11. Đồng thời, có thể sau thất bại của lãnh chúa Khazar Georgius Tzul vào năm 1016, thema này cũng được mở rộng sang miền đông Krym, bằng chứng là tước hiệu của một số người nhất định là "strategos của Cherson và Sougdaia" vào năm 1059. Tuy nhiên, khu vực này lại bị mất vào cuối thế kỷ 11 về tay người Cuman. Hầu như không biết được gì về Cherson trong thế kỷ 12, chỉ ra một thời kỳ khá yên bình. Cherson và tỉnh của nó vẫn nằm dưới quyền kiểm soát của Byzantine cho đến khi Đế quôc bị giải thể do Thập tự chinh thứ tư vào năm 1204, khi chủ quyền khu vực về tay Đế quốc Trebizond ly khai (xem Perateia).

## Hành chính

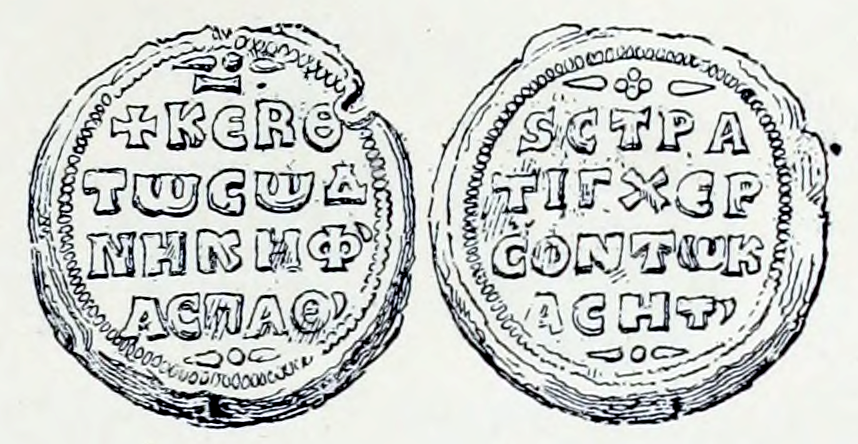
Con dấu của Nikephoros Kassiteras, protospatharios và strategos của Cherson

Thema Cherson dường như đã được tổ chức theo kiểu điển hình, với đầy đủ các quan chức cấp thema, trong đó có một tourmarches của Gothia được biết đến vào đầu thế kỷ 11, cũng như các quan chức tài chính và hải quan phổ thông được gọi là kommerkiarioi. Tuy nhiên, các thành phố của thema này dường như vẫn giữ được quyền tự trị đáng kể cho chính quyền của họ, như chính Cherson được quản lý bởi các quý nhân địa phương (archontes) dưới quyền một proteuon ("người đầu tiên"). Cherson cũng giữ quyền phát hành tiền xu của riêng mình, đã khôi phục việc đúc tiền dưới thời Hoàng đế Mikhael III (trị vì 842–867), và trong một thời gian dài là xưởng đúc tiền cấp tỉnh duy nhất bên ngoài Constantinople. Quyền tự chủ của tỉnh cũng được chứng minh bằng thực tế là chính phủ đế quốc đã trả trợ cấp hàng năm (pakta) cho các nhà lãnh đạo thành phố theo kiểu của những người thống trị đồng minh, và theo lời khuyên của Hoàng đế Constantine Porphyrogennetos (trị vì 913–959) trong De Administrando Imperio của mình cho strategos địa phương liên quan đến khả năng xảy ra một cuộc nổi dậy trong thành phố: ông ấy phải ngừng thanh toán trợ cấp và chuyển đến một số thành phố khác trong thema. Vào cuối thế kỷ 11, thema được một katepano quản lý.